# Nagroda Grammy w kategorii Najlepszy nowy artysta
Nagroda Grammy w kategorii Najlepszy nowy artysta (Best New Artist) jest przyznawana od 1960. Wyróżnienie przysługuje artystom za nagrania wypuszczone w roku poprzedzającym nominację. Ta kategoria jest również jedyna, której wyniki zostały kiedykolwiek unieważnione. Taka sytuacja miała miejsce w 1991 po tym, jak zwycięzcą został zespół Milli Vanilli. Po paru miesiącach od przyznania nagrody wyszła na jaw mistyfikacja – wokaliści grupy przyznali się publicznie, że to nie ich głosy rozbrzmiewają na nagrodzonej płycie, a faktycznie na nagraniach zespołu śpiewali wynajęci wokaliści – John Davis i Brad Howell.

## Lata 20. XXI wieku
- Nagroda Grammy w 2024
  - Victoria Monét
- Nagroda Grammy w 2023
  - Samara Joy
- Nagroda Grammy w 2022
  - Olivia Rodrigo
- Nagroda Grammy w 2021
  - Meghan Thee Stallion
- Nagroda Grammy w 2020
  - Billie Eilish

## XXI wiek
- Nagroda Grammy w 2019
  - Dua Lipa

- Nagroda Grammy w 2018
  - Alessia Cara
- Nagroda Grammy w 2017
  - Chance the Rapper
- Nagroda Grammy w 2016
  - Meghan Trainor
- Nagroda Grammy w 2015
  - Sam Smith
- Nagroda Grammy w 2014
  - Macklemore & Ryan Lewis
- Nagroda Grammy w 2013
  - Fun
- Nagroda Grammy w 2012
  - Bon Iver
- Nagroda Grammy w 2011
  - Esperanza Spalding
- Nagroda Grammy w 2010
  - Zac Brown Band
- Nagroda Grammy w 2009
  - Adele
- Nagroda Grammy w 2008
  - Amy Winehouse
- Nagroda Grammy w 2007
  - Carrie Underwood
- Nagroda Grammy w 2006
  - John Legend
- Nagroda Grammy w 2005
  - Maroon 5
- Nagroda Grammy w 2004
  - Evanescence
- Nagroda Grammy w 2003
  - Norah Jones
- Nagroda Grammy w 2002
  - Alicia Keys
- Nagroda Grammy w 2001
  - Shelby Lynne
- Nagroda Grammy w 2000
  - Christina Aguilera

## Lata 90. XX wieku
- Nagroda Grammy w 1999
  - Lauryn Hill
- Nagroda Grammy w 1998
  - Paula Cole
- Nagroda Grammy w 1997
  - LeAnn Rimes
- Nagroda Grammy w 1996
  - Hootie & the Blowfish
- Nagroda Grammy w 1995
  - Sheryl Crow
- Nagroda Grammy w 1994
  - Toni Braxton
- Nagroda Grammy w 1993
  - Arrested Development
- Nagroda Grammy w 1992
  - Marc Cohn
- Nagroda Grammy w 1991
  - Mariah Carey
- Nagroda Grammy w 1990
  - Milli Vanilli (wynik unieważniony)

## Lata 80. XX wieku
- Nagroda Grammy w 1989
  - Tracy Chapman
- Nagroda Grammy w 1988
  - Jody Watley
- Nagroda Grammy w 1987
  - Bruce Hornsby & the Range
- Nagroda Grammy w 1986
  - Sade
- Nagroda Grammy w 1985
  - Cyndi Lauper
- Nagroda Grammy w 1984
  - Culture Club
- Nagroda Grammy w 1983
  - Men at Work
- Nagroda Grammy w 1982
  - Sheena Easton
- Nagroda Grammy w 1981
  - Christopher Cross
- Nagroda Grammy w 1980
  - Rickie Lee Jones

## Lata 70. XX wieku
- Nagroda Grammy w 1979
  - A Taste of Honey
- Nagroda Grammy w 1978
  - Debby Boone
- Nagroda Grammy w 1977
  - Starland Vocal Band
- Nagroda Grammy w 1976
  - Natalie Cole
- Nagroda Grammy w 1975
  - Marvin Hamlisch
- Nagroda Grammy w 1974
  - Bette Midler
- Nagroda Grammy w 1973
  - America
- Nagroda Grammy w 1972
  - Carly Simon
- Nagroda Grammy w 1971
  - The Carpenters
- Nagroda Grammy w 1970
  - Crosby, Stills and Nash

## Lata 60. XX wieku
- Nagroda Grammy w 1969
  - José Feliciano
- Nagroda Grammy w 1968
  - Bobbie Gentry
- Nagroda Grammy w 1967
  - nie przyznano
- Nagroda Grammy w 1966
  - Tom Jones
- Nagroda Grammy w 1965
  - The Beatles
- Nagroda Grammy w 1964
  - Ward Swingle (The Swingle Singers)
- Nagroda Grammy w 1963
  - Robert Goulet
- Nagroda Grammy w 1962
  - Peter Nero
- Nagroda Grammy w 1961
  - Bob Newhart
- Nagroda Grammy w 1960
  - Bobby Darin